# Escultura de Manuel de Cabanyes
L'Escultura de Manuel de Cabanyes és una escultura que representa a Manuel de Cabanyes feta per Josep Campeny i que està ubicada a l'entrada de la Biblioteca Museu Víctor Balaguer de Vilanova i la Geltrú. Està firmada J. Campeny, a la part inferior dreta. La base és decorada a la seva part davantera amb un escut nobiliari. El projecte de pedestal és de Bonaventura Pollés, fent-lo el picapedrer Andrés Martí, treballant-lo amb pedra de Vinaixa.

## Descripció
És una estàtua del poeta Manuel de Cabanyes, dret, vestit amb capa, amb un rotllo de paper i una ploma a la mà dreta.

## Història
Víctor Balaguer volia donar un aspecte de monumentalitat al projecte de Biblioteca Museu que estava construint a Vilanova. Va pensar en un parell d'escultures de marbre davant dels intercolumnaris de l'atri l'entrada, i va proposar les personalitats de Manuel de Cabanyes i de Francesc Armanyà. Després que la junta del museu aprovés la proposta, es va fer un concurs públic que va guanyar Manuel Fuxà per realitzar la primera escultura d'Armanyà, que va ser instal·lada el 23 d'octubre de 1887. L'escultura de Cabanyes es va finançar mitjançant un anunci publicat a la primera edició del Butlletí de la Biblioteca Museu Víctor Balaguer. Balaguer havia fet diverses intervencions a la Real Academia Española sobre la figura de Cabanyes.

### Concurs i polèmica
Degut a la difícil situació financera de la institució, la junta electora del concurs per realitzar l'homenatge a Cabanyes no es va reunir fins al 27 de juliol de 1888, creant una comissió a Barcelona i una altra a Madrid. El jurat es va constituir finalment el 19 de desembre de 1888, format per Josep Ferrer Soler, Francesc Ferret Ferret i M.Creus. Com que encara mancaven 6.000 pessetes per poder realitzar l'escultura es va fer una festa en homenatge a Cabanyes, que va resultar un fracàs organitzatiu.
Finalment el premi del concurs es va declarar desert, no sense polèmica a la premsa, i diversos membres de la junta erectora van dimitir. Finalment es va declarar un premi de consolació per a Torcuato Tasso per un import de 500 pessetes.
Després de diverses discussions es va organitzar un nou concurs amb nous terminis d'entrega. El 22 de novembre de 1899 es va fer públic el guanyador: Josep Campeny.

### Inauguració
Les dificultats financeres de la institució van retardar de nou la construcció de l'estàtua, que finalment es va inaugurar el 26 d'octubre de 1890. En l'acte de presentació es va col·locar una placa a la Masia de Can Cabanyes, es va fer una memòria biogràfica del personatge i un dinar. La revista La Ilustración li va dedicar un número monogràfic. La Biblioteca Museu es va il·luminar especialment per a l'ocasió i es va fer un castell de focs d'artifici davant del museu. L'acte fou presidit per M.Cañete i van intervenir Delfí Donadiu (rector de la Universitat de Barcelona). Entre els assistents a l'acte es pot destacar Narcís Verdaguer i Callís, representant de la Lliga de Catalunya. La festa fou finançada amb 250 pessetes de l'Ajuntament de Vilanova. El cost total de l'escultura va ascendir a 8.342,85 pessetes.
La comissió gestora es va dissoldre finalment el 29 de febrer de 1891.